# Tecticeps glaber
Tecticeps glaber är en kräftdjursart som beskrevs av Gurjanova 1933C. Tecticeps glaber ingår i släktet Tecticeps och familjen Tecticipitidae. Inga underarter finns listade i Catalogue of Life.